# Righteous Kill
Righteous Kill (Brasil: As Duas Faces da Lei / Portugal: A Dupla Face da Lei) é um filme estadunidense, de 2008, do gênero suspense, dirigido por Jon Avnet e estrelado por Robert De Niro, Al Pacino, John Leguizamo, Carla Gugino, Donnie Wahlberg, e Curtis "50 Cent" Jackson. O filme foi lançado nos Estados Unidos em 12 de setembro de 2008.

## Sinopse
Depois de 30 anos como parceiros na panela de pressão que é o Departamento de Polícia de Nova York, os condecorados detetives David Fisk (Al Pacino) e Thomas Cowan (Robert De Niro) deveriam estar aposentados, mas não estão. Antes de fazer suas malas, eles são chamados para investigar o assassinato de um conhecido cafetão que parece ter ligação com um caso resolvido por eles anos atrás.
Como no crime original, a vítima é um criminoso suspeito cujo corpo é encontrado junto com um poema justificando o assassinato. Quando outros crimes acontecem, começa a ficar claro que os detetives estão às voltas com um serial killer, alguém cujos crimes se perderam nos porões do sistema judicial e cuja missão é fazer o que os policiais não conseguiram - acabar com os culpados e limpar as ruas.
As semelhanças entre as mortes recentes e seus casos anteriores trazem à tona uma desconfortável questão: será que eles colocaram o homem errados atrás das grades?

## Elenco
| Ator                     | Personagem             |
| ------------------------ | ---------------------- |
| Robert De Niro           | "Turco" - Thomas Cowan |
| Al Pacino                | "Galo" - David Fisk    |
| Carla Gugino             | Karen Corelli          |
| Donnie Wahlberg          | Detetive Riley         |
| Curtis "50 Cent" Jackson | Marcus "Spider" Smith  |
| Brian Dennehy            | Tenente Hingus         |
| Frank John Hughes        | Charles Randall        |
| Rob Dyrdek               | Robert Bradley         |
| John Leguizamo           | Detetive Simon Perez   |
| Papoose                  | rapper do clube        |
| Jim Jones                | rapper do clube        |
| Nicola Peltz             | Lynn                   |

## Crítica
Righteous Kill tem recepção geralmente desfavorável pela crítica profissional. Com a pontuação de 19% em base de 142 avaliações, o Rotten Tomatoes chegou ao consenso: "Al Pacino e Robert De Niro fazem o seu melhor para elevar a prática deste gênero deselegante, mas mesmo estes dois grandes nomes não podem ressuscitar o roteiro banal do filme".